# Pontinus hexanema
Pontinus hexanema är en fiskart som först beskrevs av Günther, 1880.  Pontinus hexanema ingår i släktet Pontinus och familjen Scorpaenidae. Inga underarter finns listade i Catalogue of Life.